# Hydrelia goodwini
Hydrelia goodwini là một loài bướm đêm trong họ Geometridae.